# Pat Rooney
Pat Rooney est un comédien de vaudeville américain, né le 4 juillet 1880 à New York et décédé dans cette même ville le 9 septembre 1962. 

## Biographie
Il débute sur les planches dans un petit numéro comique dès l'âge de 10 ans, alors qu'il partageait la scène avec sa sœur aînée. S'il fait de réels débuts dans la comédie musicale In Atlantic City qui sera présentée un peu partout à New York puis sur la côte est des États-Unis en 1897-98, il forme par la suite un duo de comédiens-danseurs avec la danseuse Marion Bent qu'il épouse en 1904 et dont l'association se poursuivra jusqu'à la retraite de Bent en 1932. Il finira sa carrière dans les cabarets, présentant des numéros tant à la radio qu'à la télévision. Pat Rooney composera aussi de nombreuses chansons dont les plus connues seront You'll Be My Ootsie, I'll Be Your Tootsie ou alors The Daughter of Rosie O'Grady. Sa dernière apparition sur scène remontait à 1953 dans une production de Guys and Dolls.